# Lekcja historii (album Defektu Muzgó)
Lekcja historii – album kompilacyjny zespołu Defekt Muzgó wydany w 2004 nakładem wydawnictwa Lou & Rocked Boys. Zawiera nagrania z różnych okresów działalności grupy.

## Lista utworów
Źródło:.
| Nr  | Tytuł utworu                    | Długość |
| --- | ------------------------------- | ------- |
| 1.  | „Kanibalizm”                    | 2:01    |
| 2.  | „Fortuna”                       | 1:57    |
| 3.  | „Pokolenie”                     | 2:22    |
| 4.  | „Era mas”                       | 2:05    |
| 5.  | „Nie mów do mnie nic” (H. Król) | 2:15    |
| 6.  | „Krystyna”                      | 2:35    |
| 7.  | „Wrocławski full”               | 2:12    |
| 8.  | „Upadek republiki”              | 1:56    |
| 9.  | „Gdzie jest prawda?”            | 2:07    |
| 10. | „Defekt Mózgu”                  | 1:41    |
| 11. | „Korupcja”                      | 1:38    |
| 12. | „Wspólny Cel”                   | 3:45    |
| 13. | „Zdrowie Marka”                 | 2:32    |
| 14. | „Wojna”                         | 2:20    |
| 15. | „Chciałbym Ci to dać”           | 3:17    |
| 16. | „Wałbrzych”                     | 3:16    |
| 17. | „Gorzała”                       | 1:49    |
| 18. | „My Polacy”                     | 2:38    |
| 19. | „Ku Klux Klan”                  | 2:01    |
| 20. | „Maskarada”                     | 4:30    |
|     |                                 | 48:57   |